# Giovanna Arbunic
Brunilda Giovanna Arbunic Castro, más conocida como Giovanna Arbunic (Punta Arenas, 1 de julio de 1964), es una ajedrecista chilena de ascendencia croata, considerada entre las mejores exponentes femeninas del ajedrez en Chile.

## Carrera
Se perfeccionó en la Academia dirigida por el profesor Baldovino Gómez Alba.
En 1982 ganó el campeonato zonal en Buenos Aires, obteniendo el título de Maestra Internacional. Participó en el campeonato mundial juvenil en septiembre de 1983 en Ciudad de México, donde empató con el máximo puntaje con la soviética Fliura Khasanova, pero quedó en el segundo lugar por «desempate técnico». También participó en las Interzonales de Bad Kissingen (1982) y Zheleznovodsk (1985).
Vivió casi 20 años en España, en Barcelona y Madrid, desarrollándose como Maestra Internacional de ajedrez y practicándolo activamente como jugadora en Torneos Internacionales. También se tituló como monitora de la federación madrileña. En 2017 volvió a vivir a Chile con su marido Daniel Barría y su hijo Manuel.